# 冨田流
冨田流（とだりゅう）とは、冨田家で伝承された中条流剣術のこと。

## 歴史
流祖は越前国（福井県）朝倉家の家臣、冨田長家。
中条流嫡伝三代目の大橋勘解由左衛門高能から長家が中条流を継承して以降、冨田家では代々中条流を伝えていたが、眼病を患いながらも小太刀の名手だった冨田勢源（とだせいげん）や、「名人越後」と呼ばれた冨田重政（冨田越後守）など、名人、達人を多く輩出したため、次第に冨田流と呼ばれるようになった。小太刀術で非常に有名な流派であり、その点のみが知られているが、実際は戦国期の流派でもあることから、薙刀術や槍術、棒術、定寸の打刀、三尺を超える大太刀等も含まれており、柔術も含まれていたとの説もある。ただし、冨田家は「中条流」を名乗っており、冨田流の流れを汲む流派で中条流を名乗っていることが少なくない。
山嵜正美は、「冨田流との言動風評があったのは、中條流の越前時代での記述であり、「家ノ書」は明確に否定している」「加賀時代に入り、冨田盛源の系統を引き継いだ関家・矢野家は共に山崎家と加賀藩藩校師範として勤めており、藩主に与えた免許も中條流免許を与えたと家譜に明記している」という事実から、冨田流は存在せず、後世の誤伝となる元凶は「本朝武芸小傳」の冨田流との誤認記述であると指摘した。

## 著名な剣豪
目が不自由でありながらも小太刀術の達人であった創始者の冨田勢源が有名である。彼は、美濃の朝倉成就坊のもとに寄寓していたおり、神道流の達人、梅津某に仕合を挑まれ、皮を巻いた一尺二、三寸の薪を得物とし、一撃の元に倒したと伝えられている。
また、冨田勢源の弟子である鐘捲自斎、自斎の弟子で後に一刀流を創始する伊藤一刀斎などの有名な剣豪を生んだ流派であり、畿内における剣術に大きな影響を与えた。

冨田流、及びそこから生まれた一刀流は江戸時代に隆盛し、さらに幕末の動乱において多くの剣客を生む事となる。
また、九州の小城藩の納富家が、戸田清玄清方を祖と伝える戸田流剣術を伝えていた。納富家は多くの達人を輩出したため、江戸時代後期以降、多くの廻国修行者が訪れた。
富田流の流れを汲む流派には、戸田流、外他流、當田流（とうだりゅう）など多くの変字がある。現存の武術流派としては、青森県に當田流剣術・棒術が、関東に戸田派武甲流薙刀術、気楽流柔術（戸田流と称することもあった）が、広島県に冨田流槍術の流れを汲む佐分利流槍術が現存している。また、宮崎県高千穂に戸田当流杖が祭りの棒術として残る。

## 冨田流目録
猿回前
- 猿飛語・虎走・月影・草摺流

有運前
- 浮舟返・鐔責砕・横太刀・角手流

浦浪前
- 行當刀・獅子奮迅・山陰・履先切

命捨前
- 蜻蛉返・飛竜躰・臥竜待・鸚鵡返・身曲位・懐中理

切先返
- 玉芳搦・折八勝・面影懸・虎乱入・九四方・光見匂・八光散

刺留前
- 留太刀・枕屏風

以上三十三。